# Walther Gabler
Walther Gabler (* 30. Juni 1915 in Ried im Innkreis; † 7. April 1993 ebenda) war ein österreichischer Porträt- und Landschaftsmaler.

## Leben und Wirken
Gabler war der Sohn des Rieder Zeichenprofessors Heinrich Gabler (1884–1930) und studierte nach der 1934 am Humanistischen Gymnasium Ried abgelegten Matura an der Akademie der bildenden Künste Wien bei Carl Fahringer, Wilhelm Dachauer sowie Herbert Dimmel und Carl Martin. Daneben besuchte er Vorlesungen aus allgemeiner Kunstgeschichte, deutscher Literaturgeschichte sowie Philosophie und Pädagogik sowie die Hilfsfächer Anatomie, Perspektive, Farbchemie, Farbenlehre und ornamentale Schrift.
1937 wurde ihm der Akademische Studienpreis verliehen. 1939 legte er die Lehrbefähigungsprüfung für Zeichnen und Handarbeiten für Knaben an Mittelschulen ab und begann seine berufliche Laufbahn am Bundesgymnasium und Bundesrealgymnasium in Ried, bevor er 1940 zur deutschen Wehrmacht einberufen wurde und an die Ostfront verlegt wurde. In dieser Zeit entstanden zahlreiche Porträts russischer Bauern und Landschaftsstudien. Bereits Ende Mai 1945 nahm er seinen Lehrberuf in Ried wieder auf.
Walther Gabler war mit Ernestine verheiratet und hatte zwei Söhne. 1958 bezog die Familie das in den beiden Jahren zuvor errichtete Eigenheim in Ried. 1975 trat er in den Ruhestand. 1991 kamen bei einem Brand in seinem Atelier neben eigenen Werken auch Teile seiner Kunstsammlung zu Schaden. Er verstarb 1993 an den Folgen eines schweren Unfalls.

## Weitere Aufgaben
- 1946 bis 1984 Vorsitzender der wieder gegründeten Innviertler Künstlergilde, mit der er bereits 1935 über Max Bauböck in Kontakt gekommen war. In dieser Funktion arrangierte er zahlreiche Ausstellungen. 1970 wurde er mit der Ehrenmitgliedschaft der Gilde ausgezeichnet und nach Zurücklegung des Gildenvorsitzes wurde er 1984 deren Ehrenvorsitzender.
- Mitgliedschaft beim Oberösterreichischen Kunstverein
- Mitgliedschaft bei und Interessensvertretung für den Bezirk Ried für den Landesverband Oberösterreich der Berufsvereinigung der bildenden Künstler Österreichs
- Sachverständiger für das Schriftfach beim Kreisgericht Ried

## Ausstellungen
- Während des Kriegseinsatzes entstanden zahlreiche Porträtzeichnungen russischer Bauern und Landschaftsstudien. Er konnte einige davon bei der Ausstellung von Werken eingerückter Kameraden des Künstlerbundes Oberdonau im April 1943 ausstellen.
- 1946 fand in Ried die einzige Einzelausstellung von Gablers Werken statt, wo 121 Arbeiten, darunter Bleistiftzeichnungen, Aquarelle und Ölgemälde ausgestellt wurden.
- In seiner Funktion als Vorsitzender der Innviertler Künstlergilde arrangierte er zahlreiche Ausstellungen, wo er immer wieder auch eigene Werke zeigte (u. a. Porträts, Werke in zahlreichen Techniken, auch experimentell, Landschaften, Stillleben in Öl und Aquarell).
- Werke von ihm befinden sich im Museum Innviertler Volkskundehaus in Ried, in der Oberösterreichischen Landesgalerie und im Stadtmuseum Nordico in Linz.
- 2010 Sonderausstellung Walther Gabler im Museum Innviertler Volkskundehaus in Ried im Innkreis

## Auszeichnungen
- Divisionspreis der 137. Infanterie-Division
- Gaukulturpreis für Oberdonau
- Kunstpreis der Stadt Ried (1953)
- Berufstitel Oberstudienrat (1970)
- Silbernes Ehrenzeichen des Landes Oberösterreich
- Ehrenring der Stadt Ried (1984)
- In Ried im Innkreis wurde der Walther-Gabler-Weg nach ihm benannt